# Пікельгаубе

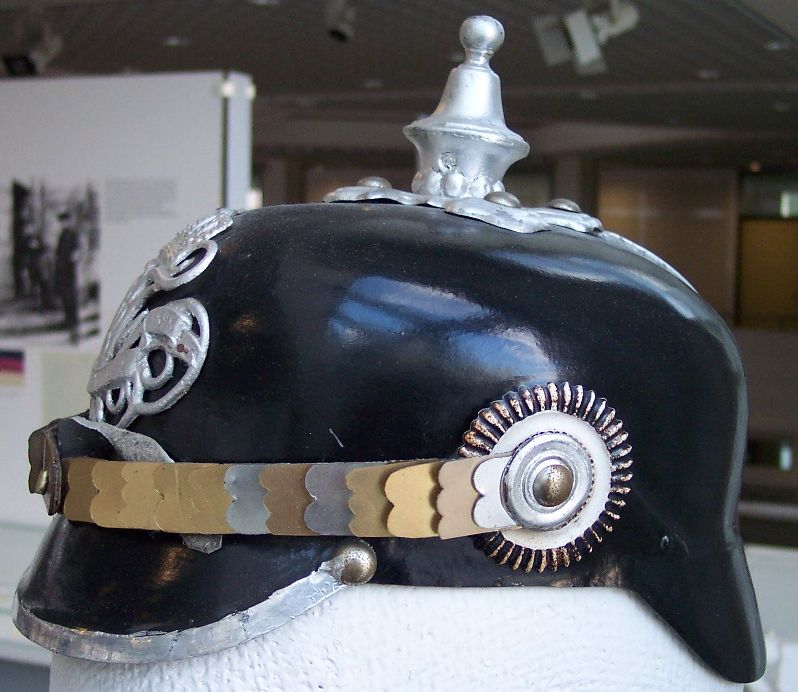

Пікельгаубе (нім. Pickelhaube), — шпичастий шолом, який використовувався у XIX-ХХ століттях німецькими збройними силами, пожежниками та поліцейськими. Зазвичай з цим головним убором асоціюють німецьку і прусську армії.

## Історія
1842 року за наказом прусського короля Фрідріха Вільгельма IV розроблений як захисний головний убір піхоти. Існує версія, що ідея шпичастого шолома запозичена з Росії. На хвилі романтизму цар Микола І наказав розробити шолом за зразком руських часів. Такий «шолом Ярослава Мудрого» з шишаком використовувався в час Кримської війни, проте пізніше був замінений більш практичними зразками. Ідею в стані розробки нібито перехопив і використав Фрідріх Вільгельм.
23 жовтня 1842 року запроваджений у використання прусської армією на основі наказу Фрідріха Вільгельма IV. Дуже швидко пікельгаубе стала модною і поширилась по всіх німецьких державах. Останньою німецькою державою, яка запровадила такий вид шолома, була Баварія у 1887 році. Також різні модифікації почали застосовувати і багато інших держав: Російська імперія, Португалія, Норвегія, Швеція, Колумбія, Чилі, Мексика.
Виготовляли цей шолом зі шкіри. Під час Першої світової не вистачало цього матеріалу, тому доводилося робити з штучної шкіри чи навіть міцного паперу. Німецька пікельгаубе також могла бути з плюмажем. Її носили під час церемоній генерали, штабні офіцери, драгуни, гвардія. У артилеристів замість гострого кінця була кулька. На передній частині була пластина з номером полку.
Перша світова показала, що пікельгаубе непридатна для окопної війни. По-перше, погано захищає від осколків. По-друге, шип дуже помітний, коли солдат виглядає з окопу. Тому 1916 року було прийнято на озброєння сталевий шолом M1916.

## Галерея

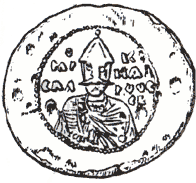
Ярослав Мудрий у шпичастому шоломі на його власній печатці
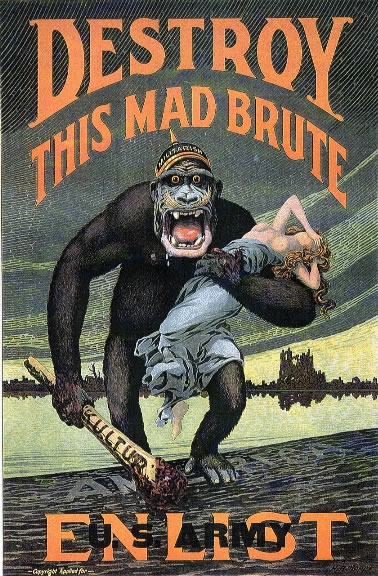
Пікельгельм на антинімецькому плакаті в часи Першої світової війни.
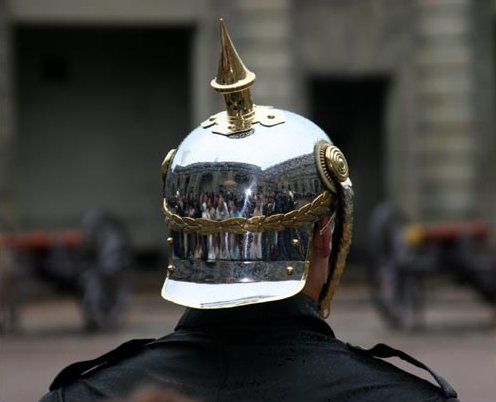
Церемоніальний шолом Королівської гвардії Швеції.
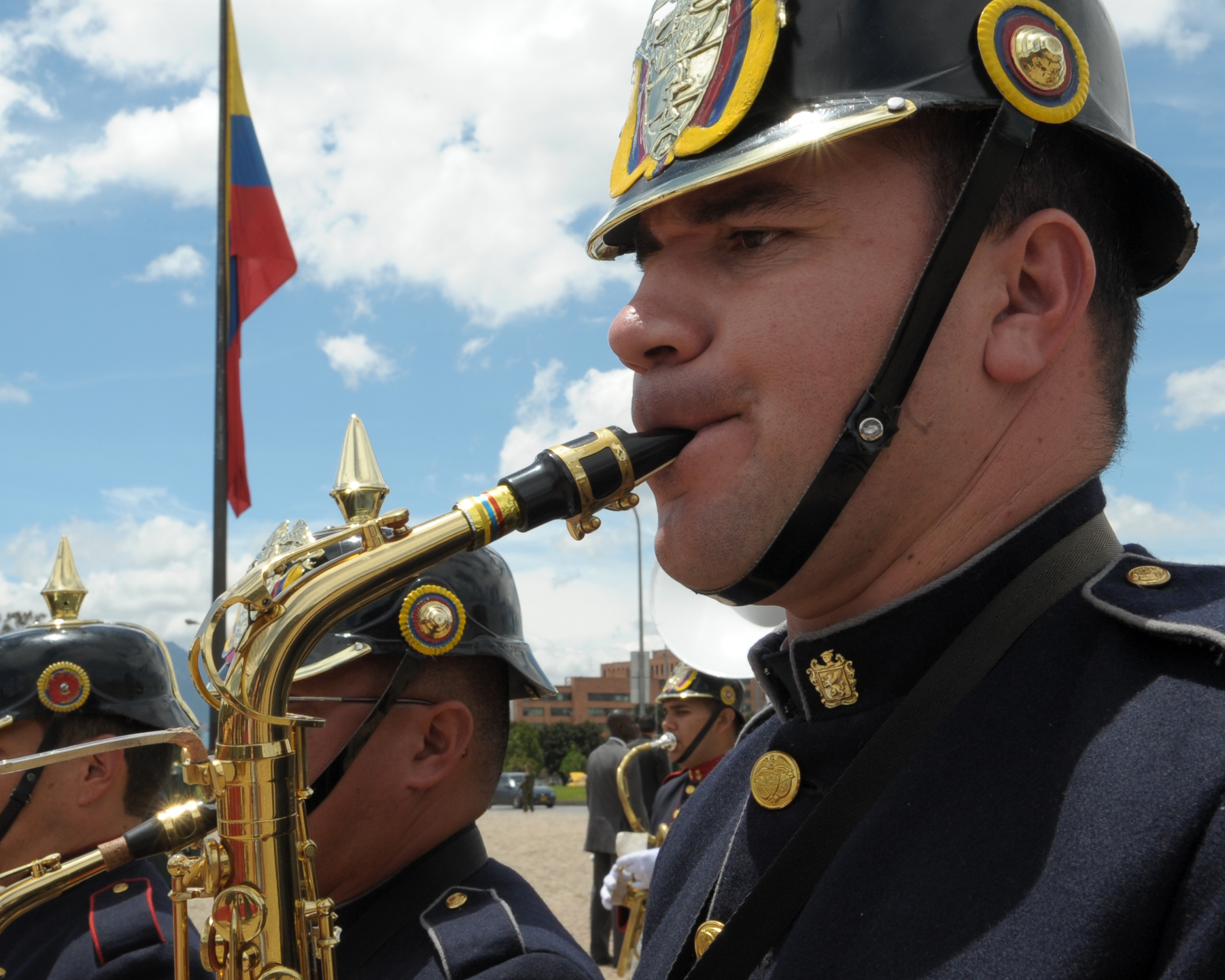
Колумбійський музикант
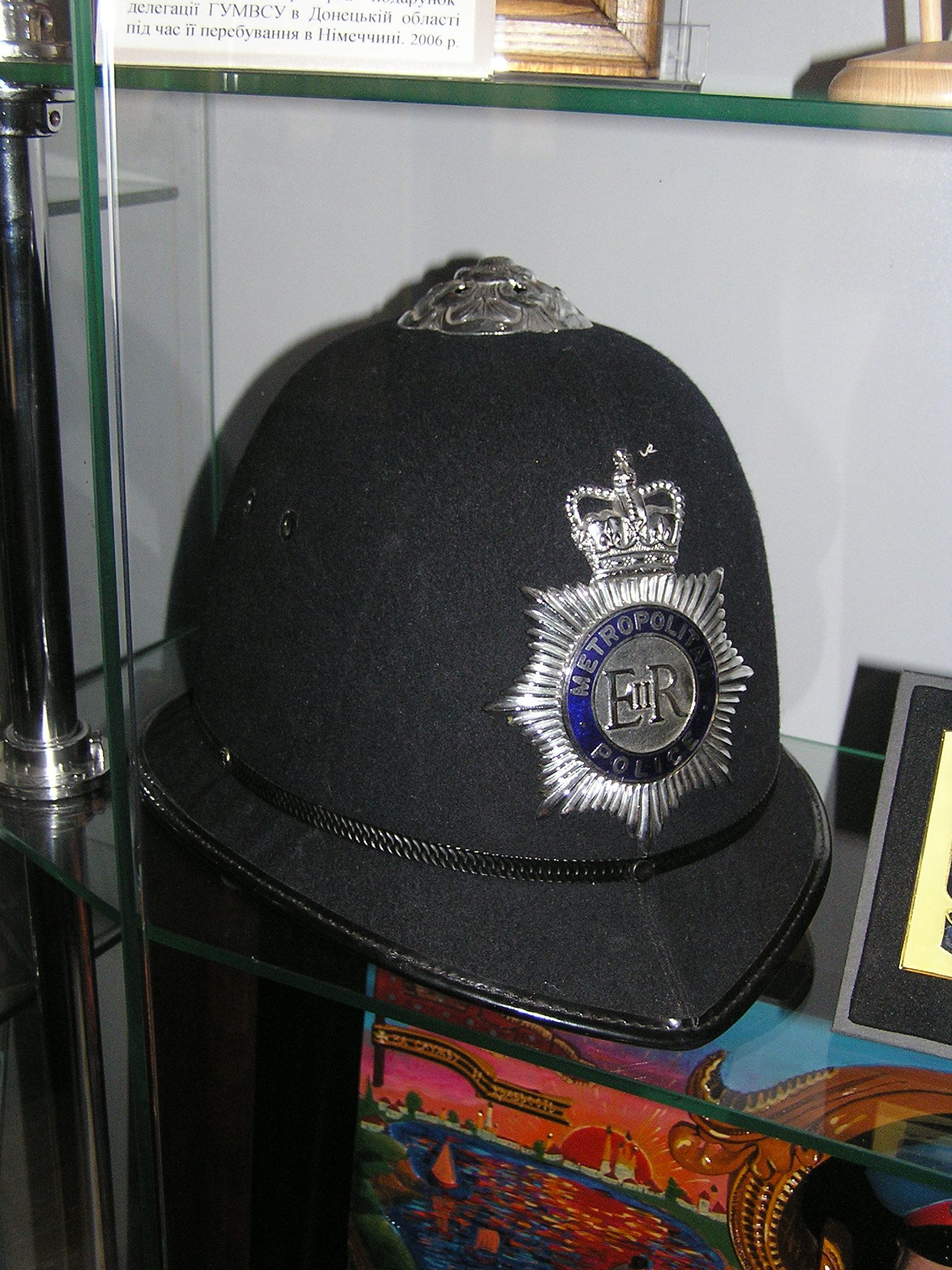
Англійський поліцейський шолом
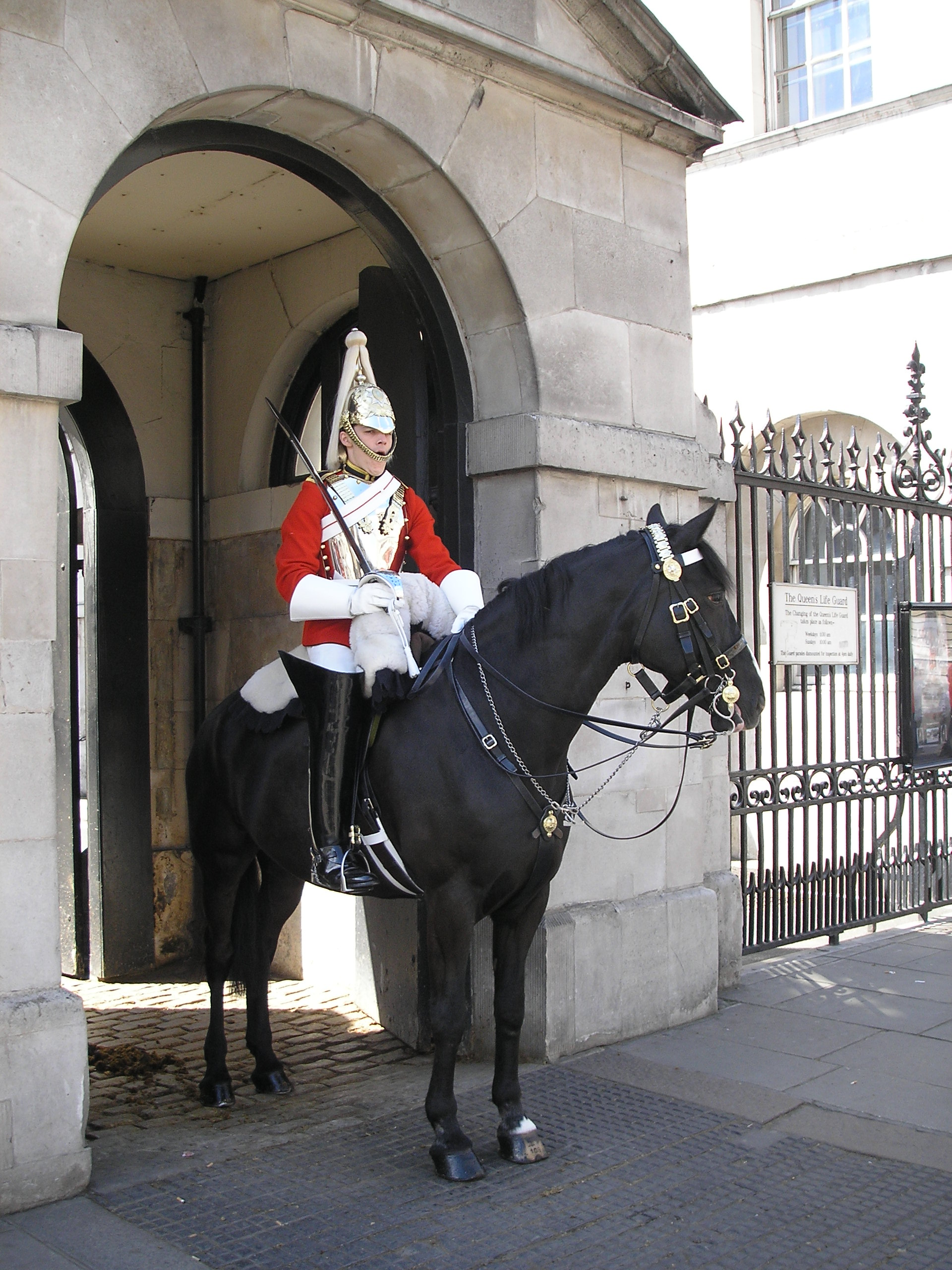
Англійський королівський гусар, 2006 рік.